# Heartache Tonight
«Heartache Tonight» es una canción escrita por Don Henley, Glenn Frey, Bob Seger y JD Souther, grabada por la banda estadounidense Eagles. La canción fue incluida en su álbum The Long Run y lanzada como sencillo en 1979. 
La canción se originó a partir de una jam session eléctrica entre Frey y Souther, quien visitaba la casa de Frey en Los Ángeles cada vez que estaba en la ciudad de gira. Frey y Souther escribieron el primer verso mientras escuchaban canciones de Sam Cooke.
Alcanzó el número 1 en el Billboard Hot 100 de Estados Unidos en noviembre de 1979. También llegó al número 1 en la RPM Top Singles de Canadá y alcanzó las listas de los 10 más exitosos en Irlanda, Nueva Zelanda y Suiza.
Recibió un Premio Grammy en 1979 a la Mejor Interpretación de Rock por un Dúo o Grupo Vocal.
Fue certificado oro por la Asociación de la Industria Discográfica de América, con medio millón de copias vendidas.

## Posicionamiento en listas
| Lista (1979)                          | Máxima posición |
| ------------------------------------- | --------------- |
| Australia (KMR)                       | 13              |
| Bélgica (Flandes) (Ultratop 50)       | 22              |
| Canadá (RPM Top Singles)              | 1               |
| Estados Unidos (Billboard Hot 100)    | 1               |
| Estados Unidos (Adult Contemporary)   | 38              |
| Irlanda (IRMA)                        | 10              |
| Nueva Zelanda (Recorded Music NZ)     | 7               |
| Países Bajos (Mega Single Top 100)    | 20              |
| Reino Unido (Official Charts Company) | 40              |
| Suiza (Schweizer Hitparade)           | 10              |

## Personal
- Glenn Frey: voz principal, guitarra rítmica
- Don Henley: batería, coros
- Joe Walsh: guitarra slide
- Don Felder: guitarra rítmica
- Timothy B. Schmit: bajo, coros
- Bob Seger: coros (no acreditados en las notas del álbum)

## Versión de Conway Twitty
cuatro años más tarde el artista de música country Conway Twitty hizo una versión de "Heartache Tonight". Lanzado como el segundo sencillo de su álbum Lost in the Feeling, la versión de Twitty alcanzó el número 6 en la lista Billboard Hot Country Singles de Estados Unidos en septiembre de 1983 y el número 3 en la lista RPM Country Tracks de Canadá.

#### Posicionamiento en listas
| Lista (1983)                       | Máxima posición |
| ---------------------------------- | --------------- |
| Estados Unidos (Hot Country Songs) | 6               |
| Canadá (RPM Country Tracks)        | 3               |

## Otras versiones
- La canción fue versionada por el cantante de música country John Anderson en el álbum tributo Common Thread: The Songs of the Eagles.
- Michael Bublé realizó una versión para su álbum de 2009 Crazy Love.[14]
- Tom Jones cantó "Heartache Tonight" en su programa de televisión de la década de 1980.